# Kundenwert
Der Kundenwert (englisch customer value) ist in der Betriebswirtschaftslehre und dem Marketing der vom Anbieter bewertete Beitrag eines Kunden zur Erreichung der Unternehmensziele des Anbieters.

## Allgemeines
Nicht jeder Kunde ist für ein Unternehmen profitabel. Jedes Unternehmen hat eine gewisse Anzahl von Kunden, für deren Beziehungspflege es mehr Kosten aufwendet, als es an Gewinnbeitrag verdient. Diesen Zustand soll das Customer-Relationship-Management (CRM) verbessern. Dieser umfasst die Kundenbewertung (Einschätzung der Kunden nach ihren Potenzialen, die vom Unternehmen genutzt werden können) sowie daraus resultierende Marketing- oder eventuell auch Demarketingaktivitäten.

## Ermittlung des Kundenwertes
Zur Ermittlung des Kundenwertes gibt es verschiedene Verfahren:
- Customer Lifetime Value (CLV), bei dem die Profitabilität eines Kunden in Form seines Kapitalwertes für die einzelnen Perioden der Geschäftsbeziehung geschätzt wird. Der CLV ist also eine wirtschaftliche Betrachtung der Kundenlebenszeit.
- RFM-Analyse, bei der die Kunden anhand verschiedener Kriterien (Recency, Frequency, Monetary value) in Zielgruppen oder Segmente eingeteilt werden. RFM zeigt auf, welche Kundengruppen besonders profitabel sind und bei welchen Kunden sich bestimmte Kampagnen oder Marketingangebote eher weniger lohnen.
- Kundendeckungsbeitragsrechnung, bei der Erlöse und Aufwand für jeden Kunden gegenseitig aufgerechnet werden, um die Überschüsse pro Kundenbeziehung zu erhalten.
- ABC-Kundenanalyse, bei der die Kunden nach ihrem Umsatz und/oder Deckungsbeitrag eingeteilt werden. Nach der Pareto-Regel sind die 20 % umsatzstärksten Kunden die A-Kunden, die 20 % umsatzschwächsten sind C-Kunden, die übrigen sind B-Kunden. Bei der Bearbeitung dieser Kundengruppen sollte auch deren Potenzial berücksichtigt werden (s. u.).
- Scoring-Modell, bei dem alle Transaktionen mit einem Kunden gewichtet und mit positiven oder negativen Punkten bewertet werden. Der gewichtete Punktewert wird zur Kundeneinteilung herangezogen.
- Kunden-Portfolio (siehe unten).

Alle diese Einteilungen haben das Ziel, eine differenzierte Kundenbeziehungsstrategie anzuwenden, um der Kundenbehandlung nach dem Gießkannenprinzip entgegenzuwirken. Aus Kostengründen erhalten nur die profitabelsten Kunden eine aufwändige Betreuung. Bei unrentablen Kunden werden die Kosten zurückgefahren.
Die Fokussierung auf die Profitabilität der Kunden hat den Vorteil, dass eine langfristige Perspektive eingenommen wird. Die Ausgaben für die Kundenpflege stellen Investitionen dar, die langfristige Erträge erbringen müssen.

## Kundenportfolio
Der in der Finanzwirtschaft entwickelte Portfolio-Ansatz geht davon aus, dass die verschiedenen Anlagemöglichkeiten so gemischt werden, dass Gewinn und Risiko in einem ausgewogenen Verhältnis stehen. Seit den siebziger Jahren des vorigen Jahrhunderts wird dieser Ansatz auch in der strategischen Unternehmens- und Marketingplanung genutzt.
Im Hinblick auf den Kundenwert bedeutet dies, dass die in den jeweiligen Kunden investierten Mittel in einem ausgewogenen Verhältnis zu dessen Gewinnpotenzial stehen müssen.
Hierbei sind folgende vier Kundengruppen zu unterscheiden:
- Stars: Diese Kunden ziehen einen großen Nutzen aus den Produkten und/oder Dienstleistungen des Unternehmens. Auf der anderen Seite sind sie für das Unternehmen sehr wertvoll, da sie hohe Deckungsbeiträge erbringen sowie eine lang andauernde Kundenbindung haben. Hier handelt es sich um eine klassische Win-Win-Situation. Diese Kundengruppe ist die attraktivste für das Unternehmen.
- Arme Hunde: Diese Kunden ziehen nur einen geringen Nutzen aus den Produkten oder Dienstleistungen der Firma und haben nur einen geringen Wert für das Unternehmen. Falls es nicht gelingt, sie zu profitableren Kunden zu machen, sollten die Investitionen in diese Kundengruppe reduziert werden.
- Fragezeichen: Sie stellen einen hohen Wert für das Unternehmen dar, ziehen jedoch nur einen geringen Nutzen aus dessen Produkten bzw. Dienstleistungen. Dies können z. B. langjährige Kunden sein, die vor allem aus Gewohnheit bei dem Unternehmen bleiben. Die Beziehung zu diesen Kunden ist durch Aktionen der Mitbewerber gefährdet, da sie durch das Unternehmen nicht optimal betreut werden. Für diese Kundengruppe sollte über verbesserte Produkte oder Dienstleistungen nachgedacht werden sowie über zusätzliche Leistungen und ähnliche Aktivitäten.
- Trittbrettfahrer: Sie ziehen einen hohen Nutzen aus den Produkten bzw. Dienstleistungen des Unternehmens, haben aber nur einen geringen Wert für das Unternehmen. Dies sind z. B. Großunternehmen, die hohe Preisnachlässe durchsetzen. Grundsätzlich sollten die Preise für diese Kundengruppe erhöht oder das Serviceniveau gesenkt werden. Bei der Bewertung solcher Kunden müssen jedoch auch Ausstrahlungseffekte berücksichtigt werden, die aus deren Wechsel zum Wettbewerb entstehen können.

## Kundenpotenzialanalyse
Mittels der Kundenpotenzialanalyse werden die Zukunftschancen der einzelnen Kunden bewertet, um Hinweise für die differenzierte Bearbeitung dieser Kunden zu gewinnen. Eine rein vergangenheitsbezogene Betrachtung von Zahlen aus dem eigenen Rechnungswesen, wie z. B. Umsätze, Bestelleingänge, Deckungsbeiträge reicht hierzu nicht aus.
Die Analyse sollte sich u. a. auf folgende Kriterien richten (vgl. Nieschlag/Dichtl/Hörschgen):
- Unternehmensgröße und -wachstum des Kunden
- Wettbewerbssituation des Kunden
- Unternehmensführung des Kunden
- Gesamtwirtschaftliche Einflüsse wie z. B. Konjunkturabhängigkeit.

## Kritik an den Verfahren
Die vorgestellten Verfahren haben den Nachteil, dass sie nur das Kaufverhalten der Kunden bewerten. Der Ertragswert eines Kunden hängt jedoch auch von dessen Zahlungsverhalten ab. Dazu müsste ermittelt werden, inwieweit der Kunde die mit dem Lieferanten vereinbarten Zahlungsbedingungen einhält.